# Vinzenz Luksch
Vinzenz Luksch (28. května 1845 Sutom – 18. srpna 1920 Litoměřice) byl katolický kněz, historik umění, historik církevních dějin, vysokoškolský pedagog a zakladatel litoměřického diecézního muzea.

## Život
Narodil se v rodině kantora německé školy (původem selského syna z Vlastislavi) v Sutomi u Třebenic. Jako nadaný chlapec absolvoval jezuitské gymnázium v Bohosudově a poté v letech 1864–1868 litoměřický kněžský seminář. Na kněze byl vysvěcen 15. července 1868 v litoměřické katedrále sv. Štěpána. Po vysvěcení byl následující čtyři roky kaplanem ve farnosti Chabařovice u Ústí nad Labem. Ke konci roku 1872 odešel do Říma, kde studoval na papežské univerzitě Gregoriana a během dvou let dosáhl doktorátu z teologie. V Římě také výrazně prohloubil svůj vztah k uměleckým památkám. V roce 1875 po svém návratu z Říma působil krátce jako kaplan v Rumburku. Svá teologická studia prohloubil ještě v letech 1875–1879 na pražské teologické fakultě a svůj římský doktorát zde nostrifikoval. V roce 1879 byl jmenován, zřejmě z iniciativy litoměřického biskupa Antonína Ludvíka Frinda nejdříve suplujícím a poté řádným profesorem na litoměřickém bohosloveckém učilišti. V tomto pedagogickém ústavu posléze učil i církevní právo a jeho pedagogická činnost trvala až do jeho pensionování v roce 1907. Třicet let byl zároveň členem litoměřického diecézního soudu, byl biskupským notářem a několikrát byl i zvolen do litoměřického městského zastupitelstva. Asi nejvíce je jeho jméno spjato s Diecézním muzeem, které bylo založeno v roce 1885. V roce 1885 byl také na podnět Antonína Podlahy jmenován korespondentem vídeňské C. a k. Centrální komise pro umělecké a historické památky. K 23. dubnu 1899 byl jmenován ještě konzervátorem II. sekce této komise pro politické okresy Litoměřice, Roudnice nad Labem a Děčín. V roce 1917 byl pak jmenován konzervátorem pro litoměřický politický okres. Své poznatky nedokázal vždy dokončit a vydat tiskem: k jeho nejlepším publikacím patří dvoudílná kniha Illustrierte Geschichte der katholischen Kirche (německy), kterou vydal na počátku 20. století společně s německým církevním historikem Johannem Peterem Kirschem.
Jeho práce vedle činnosti v Diecézním muzeu je známa díky jeho „umělecké topografii“ litoměřického okresu. Toto dílo začal sepisovat na počátku 20. století v rámci ediční řady Soupis památek historických a uměleckých v Království českém, kterou vydávala Archeologická komise České akademie věd a umění. Zájem o rukopis projevila také Uměleckohistorická komise německé Společnosti pro podporu německé vědy, umění a literatury v Čechách. Luksch pracoval na tomto životním díle dvacet let na základě studia archivních materiálů. 
Luksch byl nejen znalcem umění, ale také památkářem a sběratelem. Sbírky obrazů, plastik, hudebních nástrojů i archeologických předmětů soustředil ve své vile v Litoměřicích na Rybářském náměstí čp. 662/4 (od roku 2001 tato vila slouží jako Hospic sv. Štěpána). Již v roce 1895 jeho sbírka zaplňovala několik velkých pokojů.
Závěr života nebyl zřejmě nejšťastnější. Diecézní muzeum stagnovalo a památkový fond regionu, zvláště kampanologický materiál byl nevratně ochuzen za I. světové války. Politické změny (vznik Československa v roce 1918) pro něho znamenaly „zánik světa“ tak, jak ho znal. Věnoval se na sklonku života psaní umělecké topografie a definitivní rukopis odeslal, krátce před smrtí, na počátku srpna 1920 do Prahy. Dílo zůstávalo dlouho jen ve strojopise v německém jazyce, využívaném třemi generacemi badatelů. Teprve v roce 2006 bylo zpřístupněno veřejnosti v česko-německé dvojjazyčné edici Ústavu dějin umění AV ČR,, je citováno dodnes. 
Luksch zemřel v brzkých ranních hodinách 18. srpna 1920 ve své litoměřické vile. Pohřeb se konal o dva dny později na litoměřickém městském hřbitově, kde je jeho udržovaný hrob dodnes.

## Monografie
- Johann Peter Kirsch, Vinzenz Luksch, Illustrierte Geschichte der katholischen Kirche, Allgemeine Verlags-Gesellschaft m. b. H. München, 1905
- Vinzenz Luksch, Topographie der historischen und Kunst-Denkmale im politischen Bezirk Leitmeritz/ Soupis historických a uměleckých památek v politickém okresu Litoměřice. Díl I. Litoměřice. Editoři Kristina Uhlíková, Jana Chadimová a Martin Barus. Vydalo Artefactum  ve spolupráci s Biskupstvím litoměřickým,  Praha 2006, ISBN 978-80-86890-79-1.